# تسويوشي فوكوي
تسويوشي فوكوي (باليابانية: 福井烈؛ بالكانا: ふくい つよし) هو لاعب كرة مضرب ياباني، ولد في 22 يونيو 1957 في فوكوكا في اليابان.

## وصلات خارجية
- تسويوشي فوكوي على موقع رابطة محترفي التنس (الإنجليزية)
- تسويوشي فوكوي على موقع الاتحاد الدولي لكرة المضرب (الإنجليزية)
- تسويوشي فوكوي على موقع خلاصة التنس.كوم (الإنجليزية)